# Argentonnay
Argentonnay ist eine Gemeinde im französischen Département Deux-Sèvres in der Region Nouvelle-Aquitaine. Sie gehört zum Kanton Mauléon im Arrondissement Bressuire. Sie entstand mit Wirkung vom 1. Januar 2016 durch die Fusion der bisherigen Gemeinden Argenton-les-Vallées, Le Breuil-sous-Argenton, La Chapelle-Gaudin, La Coudre, Moutiers-sous-Argenton und Ulcot. 

## Geographie

### Nachbargemeinden
Umgeben ist Argentonnay von den Nachbargemeinden Saint Maurice Étusson mit Étusson und Saint-Maurice-la-Fougereuse im Nordwesten, Genneton im Norden, Val en Vignes mit Cersay und Massais im Nordosten, Mauzé-Thouarsais und Coulonges-Thouarsais im Osten, Bressuire und Saint-Aubin-du-Plain im Süden sowie Voulmentin mit Voultegon (vormaliger Berührungspunkt) und Saint-Clémentin im Westen.

### Gemeindegliederung
| Ortsteil                                 | ehemaliger INSEE-Code | Fläche (km²) | Einwohnerzahl (2016) |
| ---------------------------------------- | --------------------- | ------------ | -------------------- |
| Argenton-les-Vallées (Verwaltungssitz)00 | 79013                 | 29,06        | 1575                 |
| Le Breuil-sous-Argenton                  | 79053                 | 19,55        | 0476                 |
| La Chapelle-Gaudin                       | 79072                 | 17,01        | 0252                 |
| La Coudre                                | 79099                 | 08,40        | 0235                 |
| Moutiers-sous-Argenton                   | 79187                 | 36,40        | 0581                 |
| Ulcot                                    | 79333                 | 06,62        | 0057                 |

### Gewässer
Der Fluss Ouère wird in Argenton-les-Vallées gestaut und mündet anschließend in den Argenton.